# Zafferano di San Gimignano
Lo Zafferano di San Gimignano è un prodotto italiano a denominazione di origine protetta, estratto dalla pianta del Crocus sativus, la cui produzione è consentita solamente nel territorio del comune di San Gimignano.

## Processo di raccolta e produzione
Il Crocus Sativus viene piantato alla fine del mese di agosto, e la pianta fiorisce in un tempo relativamente breve, in quanto già intorno alla fine di settembre i fiori possono essere raccolti. La raccolta, così come le altre parti del processo di lavorazione del prodotto, è da effettuarsi rigorosamente a mano, in quanto un procedimento di tipo meccanico rischierebbe di rovinare irrimediabilmente i pistilli. Dopo la raccolta dei fiori, avviene la separazione degli stessi dai pistilli, i quali vengono successivamente fatti essiccare; diverse sono le modalità con cui questo processo può avere luogo: dalla più classica e naturale esposizione solare al posizionamento in forno, passando per l'utilizzo di fiamme o bracieri. Una volta pronti, i pistilli vengono tritati a manualmente e stoccati in attesa del commercio, che avviene solitamente in porzioni particolarmente ridotte.